# Abracadabra

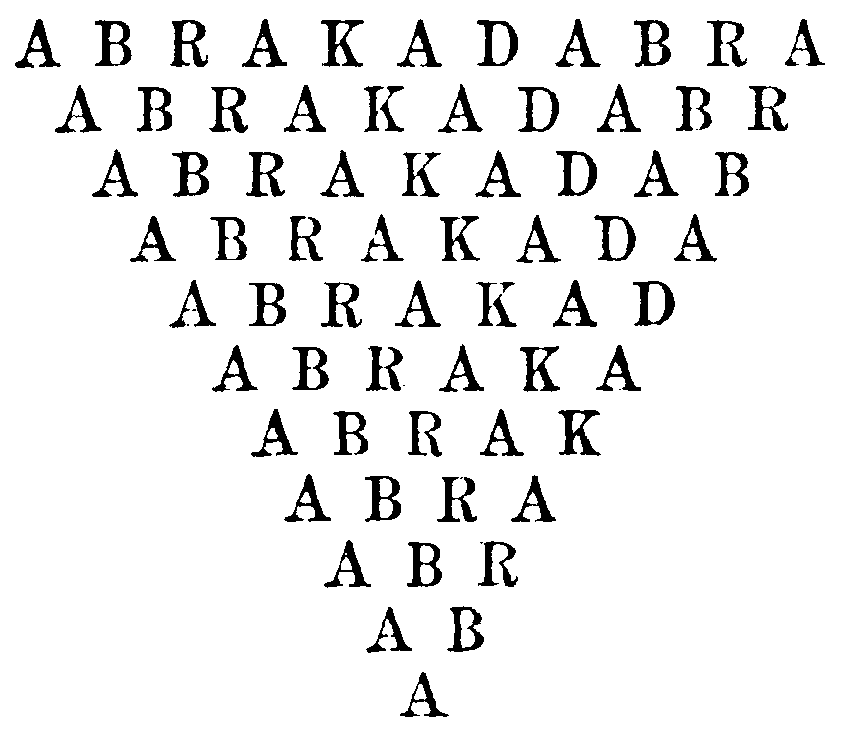
Abracadabra en la Nordisk familjebok

Abracadabra es una palabra usada como hechizo o encantamiento en trucos de magia escénica y por pequeños grupos tribales primitivos europeos que profesaban animismo y panteísmo. Históricamente se creía que tenía poderes curativos cuando estaba inscrita en un amuleto. 

## Etimología
Abracadabra es de origen desconocido, y su primera aparición se encuentra en las obras del siglo II del médico romano Serenus Sammonicus. Varias etimologías populares están asociadas con la palabra: desde frases en hebreo que significan «iré creando conforme hable», o arameo «yo creo como hablo», hasta etimologías folclóricas que apuntan a palabras similares en latín y griego, tales como abraxas. De acuerdo con el Oxford English Dictionary en línea, «no se encontró ninguna documentación que apoye ninguna de las diversas conjeturas».
Otras hipótesis apuntan a que significa «Envía tu fuego hasta el final».

## Historia
La primera mención conocida de la palabra fue en el siglo II en un libro llamado Liber Medicinalis (a veces conocido como De Medicina Praecepta Saluberrima) creado por Serenus Sammonicus, médico del emperador romano Geta, quien en el capítulo 52 prescribió que los enfermos de malaria llevasen un amuleto que contenía la palabra escrita en forma de triángulo. El poder del amuleto, explicó, hace que las enfermedades letales desaparezcan. Otros emperadores romanos, como Alejandro Severo, fueron seguidores de las enseñanzas médicas de Serenus Sammonicus y también podrían haber usado el encantamiento.
Los gnósticos de la secta de Basílides la utilizaban como fórmula mágica para invocar la ayuda de los espíritus benéficos contra las enfermedades y los infortunios. Se encuentra en las piedras de abraxas que se usaban como amuletos. Posteriormente, su uso se extendió más allá de los gnósticos.
El ministro puritano Increase Mather descartó la palabra por carecer de poder. Daniel Defoe también escribió despectivamente sobre los londinenses que colocaron la palabra en sus puertas para protegerse de la enfermedad durante la gran peste de Londres, pero Aleister Crowley la consideró como poseedora de gran poder, diciendo que su verdadera forma es «abrahadabra».